# 亞細亞大學
亚细亚大学（日语：／ Ajia Daigaku），简称亚细亚、亚大、AU，是日本一所私立大学，建立于1941年，1950年开设大学教育，现有武藏野（本部）和日之出两个校区。

## 历史
1941年，亚细亚大学的前身兴亚专门学校建校。在当时，兴亚专门学校按照学生学科（亚洲大陆、南太平洋和日本本土）来划分学生宿舍。同年，设立兴亚教育基金会，旨在为亚洲各地区的发展做出贡献。1945年，太田耕造出任大学校长，兴亚专门学校改称为日本经济专门学校。1950年，因教育学制改革学校改为日本经济大专。在二战结束后的数年内，日本与其他亚洲国家几乎没有任何联系。为此，学校于1954年设立留学生别科，试图恢复与其他亚洲国家的关系，日本经济大专也成为日本在战后最先招收大量留学生的学校。1955年，亚细亚大学创校并开设一个独立的学院，即商学院。1957年学校复设经营系，1962年成立留学生系，后改为留学生院，1964年开设经济学院经营系，1966年开设法学院法律系，1970年商学院改组为经营学院经营系，1990年开设国际关系学院国际关系系，1993年日本经济短期大学与亚细亚大学合并，成为亚细亚大学大专学院。2016年学校将开设城市创新学院城市创新系。

## 院系设置

### 本科
- 经营学院
  - 经营系
  - 酒店旅游管理系
- 经济学院
  - 经济系
- 法学院
  - 法律系
- 国际关系学院
  - 国际关系系
  - 多文化交流系
- 城市创新学院(2016年设立)
  - 城市创新系

### 大专
- 大专学院
  - 经营系
  - 现代城市商务系

### 研究生院
- 亚洲・国际经营战略研究科
  - 博士前期课程
  - 博士后期课程
- 经济学研究科
  - 博士前期课程
  - 博士后期课程
- 法学研究科
  - 博士前期课程
  - 博士后期课程

## 国际交流
亚细亚大学前身日本经济大专是日本在二战之后最先招收大量留学生的学校，1954年学校开设了中国留学生部，接收了来自香港的96名留学生。截止2015年，与亚细亚大学签订了协议的国外大学或机构65家，留学生占全校总学生人数的比率在日本的大学中居于前茅。亚细亚大学每年在册留学生人数约500名，最多的来自中国，每年约400名。其次是韩国、台湾的留学生。

## 大学排名
亚细亚大学在4ICU发布的2015年度高校排名中，排在日本国内高校第212名。

## 知名校友

### 政经界
- 端木正和，日本恩来教育基金理事长。
- 林金茎，中华民国外交官，曾任中华民国驻日代表，长荣大学教授。

### 艺文界
- Becky，日本女艺人。
- 柏原崇，日本男演员。
- 北山宏光，日本男歌手。傑尼斯事務所團體Kis-My-Ft2前成員，現屬TOBE事務所。
- 松村北斗，杰尼斯事务所团体SixTONES成员。
- 赤坂晃，日本演员、歌手，原光GENJI成员。
- 稻叶友，日本男演员。
- 风间俊介，日本男演员、歌手。
- 冈田将生，日本男演员。
- 黑川智花，日本女演员。
- 户岛花，日本女艺人，女子团体SDN48前成员。
- 吉冈秀隆，日本男艺人。
- 吉木莉莎，日本女艺人。
- 加藤爱，日本女演员、模特。
- 久松郁实，是日本女艺人、模特。
- 酒井美纪，日本女艺人。
- 泷本美织，日本女艺人。
- 木村昴，日本男声优。
- 前田公辉，日本男艺人。
- 石田光，日本女演员。
- 西脇綾香，日本女歌手。
- 小池里奈，日本女演员。
- 小原裕贵，前日本小杰尼斯成员。
- 越智千惠子，日本女艺人。
- 中村苍，日本男艺人。
- 中村优一，日本男演员。
- 朱迅，中国中央电视台主持人。

### 体育界
- 阿波野秀幸，日本职棒选手。
- 赤星宪广，前日本職棒阪神虎队棒球选手。
- 大桥穰，日本职棒选手、前中華職棒統一獅队棒球教练。
- 大石大二郎，日本职棒选手。
- 高津臣吾，日本职棒选手。
- 黄川田贤司，日本足球运动员。
- 加藤初，日本职棒选手、棒球教练。
- 井端弘和，日本职棒选手。
- 木佐贯洋，日本职棒选手。
- 小池秀郎，日本职棒选手。
- 岩本贵裕，日本职棒选手。
- 养父铁，日本职棒选手，曾效力于中華職棒兄弟象队。
- 野口健，日本登山家。
- 永川胜浩，日本职棒选手。
- 松田宣浩，日本職棒選手，效力於福岡軟體銀行鷹隊。

- 東浜巨，日本職棒選手，效力於福岡軟體銀行鷹隊。